# Reginald Crosley
Reginald Oswald Crosley (* 10. Juli 1937 in Port-au-Prince; † 23. Juni 2020) war ein aus Haiti stammender Arzt, Lyriker und Schriftsteller.

## Leben und Wirken
Crosley studierte an der Staatlichen Universität von Haiti (Université d'Etat d'Haïti) Medizin und Pharmazie. 1965 erwarb er dort das Doktorat der Medizin. Crosley wurde zunächst als surrealistischer Dichter in der Tradition André Bretons in Haiti bekannt. 1967 wanderte er in die Vereinigten Staaten aus, wo er in Baltimore eine Praxis als Internist unterhielt. Er schrieb über ein weites Spektrum an Themen von der Alternativmedizin bis zu religiösen Fragen, wobei seine Schwerpunkte bei den afrikanischen spirituellen Traditionen und dem Voodoo liegen, deren Vorstellungen und Praktiken er wissenschaftlich untermauern wollte.

## Schriften
- Close Encounters with God: Unveiling the Secret of the Hidden God. Strategic Book Publishing, Houston TX 2010, ISBN 978-1-63135-289-8.
- Alternative Medicine and Miracles: A Grand Unified Theory. University Press of America, Lanham, Maryland 2004, ISBN 0-7618-2892-3.
- The Vodou Quantum Leap: Alternative Realities, Power, and Mysticism. Llewllyn Publications, St Paul, MN 2000, ISBN 1-56718-173-2. (Erweiterte Neuauflage mit einem Vorwort von David Beth. Theion Publishing, 2014)
- Harmoniques. Poésie 1960–1998. L′Harmattan, Paris 2001, ISBN 2-7475-1114-6.
- Immanences. Poésie. Les Éditions du Centre International de Documentation et d′Information Haïtienne, Caribéenne et Afro-Canadienne (CIDIHCA), Montréal 1988, ISBN 2-920862-17-0.